# فيليبي فالنسيا
فيليبي فالنسيا (بالإنجليزية: Felipe Valencia)‏ هو لاعب كرة قدم أمريكي، ولد في 1 مارس 2005 في بيمبروك باينز في الولايات المتحدة.